# Jonas Wind
Jonas Older Wind (n. 7 februarie 1999, Hvidovre, Københavns Amt, Danemarca) este un fotbalist profesionist danez care joacă ca atacant la VfL Wolfsburg și la echipa națională a Danemarcei. Este fiul fostului portar Per Wind.

## Carieră
Wind și-a început cariera în Avedøre IF (Danemarcei) în 2007 și s-a mutat la Rosenhøj Boldklub în 2010, unde a fost numit jucător de tineret al anului în 2011. La doar doisprezece ani, a fost cel mai tânăr jucător care a primit această onoare.
Wind a jucat 12 jocuri pentru echipa națională U17 a Danemarcei și trei meciuri pentru echipa națională U18. A marcat opt goluri în nouă meciuri pentru echipa națională U19. În martie 2019, a avut primele două meciuri în echipa națională U21, marcând în al doilea împotriva Belgiei în minutul 90.

### FC Copenhaga
În iulie 2012, Wind a fost admis la Școala de Excelență FC Copenhaga (FCK). A jucat pentru echipele U17, U18 și U19 ale clubului până în 2018. Aici a marcat nouă goluri pentru U17 în sezonul 2014/15, a devenit golgheter în liga U17 și pentru echipa U17 a FCK în 2015–16 cu 28 de goluri în 24 de jocuri. A fost al treilea cel mai mare jucător înscris în liga U19 în 2016–17.

## Cariera internațională
La 7 octombrie 2020, Wind și-a făcut debutul internațional într-o victorie amicală cu 4-0 asupra insulelor Feroe . La 25 mai 2021, a fost chemat de antrenorul Kasper Hjulmand pentru UEFA Euro 2020 .

## Statistici despre carieră

### Club
| Club           | Sezon          | Ligă           | Ligă      | Ligă      | Cupa Națională | Cupa Națională | Continental | Continental | Total     | Total     |
| Club           | Sezon          | Divizia        | Aplicații | Obiective | Aplicații      | Obiective      | Aplicații   | Obiective   | Aplicații | Obiective |
| -------------- | -------------- | -------------- | --------- | --------- | -------------- | -------------- | ----------- | ----------- | --------- | --------- |
| Copenhaga      | 2017–18        | Superliga      | 10        | 2         | 0              | 0              | 1           | 0           | 11        | 2         |
| Copenhaga      | 2018-19        | Superliga      | 21        | 6         | 1              | 0              | 2           | 0           | 24        | 6         |
| Copenhaga      | 2019-20        | Superliga      | 13        | 7         | 0              | 0              | 6           | 3           | 19        | 10        |
| Copenhaga      | 2020–21        | Superliga      | 28        | 15        | 1              | 0              | 3           | 2           | 32        | 17        |
| Cariera totală | Cariera totală | Cariera totală | 72        | 30        | 2              | 0              | 12          | 5           | 86        | 35        |

### Internațional
La match played 7 July 2021..
| echipa națională | An    | Aplicații | Obiective |
| ---------------- | ----- | --------- | --------- |
| Danemarca        | 2020  | 4         | 2         |
| Danemarca        | 2021  | 5         | 1         |
| Total            | Total | 9         | 3         |

Lista scorurilor și a rezultatelor în primul rând, golul Danemarcei, coloana scor indică scorul după fiecare gol Wind .
| Nu. | Data              | Locul de desfășurare                      | Capac | Adversar | Scor | Rezultat | Concurență                             |
| --- | ----------------- | ----------------------------------------- | ----- | -------- | ---- | -------- | -------------------------------------- |
| 1   | 11 noiembrie 2020 | Brøndby Stadion, Brøndbyvester, Danemarca | 2     | Suedia   | 1-0  | 2-0      | Prietenos                              |
| 2   | 18 noiembrie 2020 | Den Dreef, Leuven, Belgia                 | 4     | Belgia   | 1–1  | 2-4      | 2020–21 UEFA Nations League A          |
| 3   | 25 martie 2021    | Stadionul Bloomfield, Tel Aviv, Israel    | 5     | Israel   | 2-0  | 2-0      | Calificarea la Cupa Mondială FIFA 2022 |

## Onoruri
Copenhaga
- Superliga daneză : 2018-19 [7]